# Tockus damarensis
Tockus damarensis là một loài chim trong họ Bucerotidae.